# Aroa ochracea
Aroa ochracea är en fjärilsart som beskrevs av Moore 1879. Aroa ochracea ingår i släktet Aroa och familjen tofsspinnare. Inga underarter finns listade i Catalogue of Life.